# Arroyo Mbocay
Arroyo Mbocay är ett periodiskt vattendrag  i Argentina.   Det ligger i provinsen Misiones, i den nordöstra delen av landet, 1 100 kilometer norr om huvudstaden Buenos Aires.
I omgivningen kring Arroyo Mbocay växer i huvudsak städsegrön lövskog och området är ganska glesbefolkat, med 27 invånare per kvadratkilometer.